# شیخ مقصود
شیخ مقصود (عربی: الشیخ مقصود، کردی: Şêxmeqsûd, شێخ مه‌قسوود)، که گاهی اوقات به طلسم الشیخ مقصود، مقصود یا مکسود، نیز نامیده می‌شود، محله ای در شهر حلب سوریه است. ساکنین این محله عمدتاً کرد هستند و این شهر تحت کنترل یگان‌های حفاظت خلق کرد (YPG) است. در فوریه سال ۲۰۱۸، برخی از مبارزان YPG منطقه را ترک کردند تا به عفرین نقل مکان کنند، که در آن زمان توسط نیروهای مسلح ترکیه و گروه‌های شورشی متحد به عنوان بخشی از عملیات شعبه زیتون مورد حمله قرار گرفت.

## در جنگ داخلی سوریه
در طول جنگ داخلی سوریه، شبه نظامیان YPG  کنترل این محله را به دست گرفتند. شیخ مقصود در برابر حملات جبهه النصره و سایر گروه‌های شورشی اسلامگرا بسیار آسیب‌پذیر بود که این منطقه را از همه سو، به‌خصوص جنوب و غرب محاصره می‌کردند. نهایتاً در ماه ژوئن و نوامبر ۲۰۱۶ این منطقه به نیروهای طرفدار دولت برگشت.
گروه‌های شورشی اسلامگرا بارها شیخ مقصود را گلوله‌باران کردند که باعث تخریب املاک و کشته و مجروح شدن غیرنظامیان گردید. در ماه مه سال ۲۰۱۶، مدیر منطقه ای عفو بین‌الملل اعلام کرد که حمله به شیخ مقصود " جنایات جنگی " است. بین فوریه و آوریل ۲۰۱۶ بیش از ۸۳ غیرنظامی در اثر این حملات کشته شدند. در اواسط ژوئن ۲۰۱۶ روسیه شبه نظامیان شورشی را به مرگ بیش از ۴۰ غیرنظامی در این ماه متهم کرد. سخنگوی نیروهای دموکراتیک سوریه (SDF) شورشیان را متهم کرد که منجر به کشته شدن ۱۰۰۰ نفر و زخمی شدن افراد از طریق گلوله‌باران شیخ مقصود شده‌است.
بنا بر گزارش سازمان ملل در فوریه ۲۰۱۷، در حالی که در زمان محاصره حلب شرقی حملات علیه شیخ مقصود کاهش یافت، گروه‌های شورشی اسلامی وابسته به فتح حلب، به منظور انتقام گرفتن از کردها در شیخ مقصود، عمداً به محله‌های کرد نشین حمله کردند که منجر به کشته و مجروح شدن ده‌ها غیرنظامی گردید. این اقدامات جنایات جنگی برای هدایت حملات علیه یک جمعیت غیرنظامی محسوب می‌شود.